# Церква Воздвиження Чесного Хреста (Біла)
Церква Воздвиження Чесного Хреста в Білій — парафія і храм греко-католицької громади Деканату міста Чорткова Бучацької єпархії Української греко-католицької церкви в селі Біла Чортківського району Тернопільської области.

## Історія церкви
Громада УГКЦ відновлена у 1991 році.
27 квітня 2002 року відбулося освячення наріжного каменя та дерев'яного хреста, що знаменувало початок будівництва майбутнього храму. Цього ж дня перший архієрей Бучацької єпархії владика Іриней Білик освятив дзвін.
До 2008 року богослужіння проводили просто неба у «Садочку Божої Матері» або в тимчасовій каплиці-проборстві.
27 вересня 2008 року, на храмовий празник Воздвиження Чесного Хреста, апостольський адміністратор Бучацької єпархії о. Димитрій Григорак разом із численним священством та тисячами вірян освятив новозбудовану церкву.
На парафії активно діють:
- братство «Апостольство молитви»
- спільнота «Матері в молитві»
- молодіжна спільнота імені отця Степана Чеховського
- катехетична школа

## Парохи
- о. Григорій Канак
- о. Володимир Янішевський
- о. Роман Гончарик
- о. Ігор Середа
- о. Володимир Заболотний (від 2007 донині).